# Ermione
Ermione (deutsch: Hermione) ist eine Oper (Originalbezeichnung: „azione tragica“) in zwei Akten von Gioachino Rossini (Musik) mit einem Libretto von Andrea Leone Tottola nach Jean Racines Andromaque von 1667. Die Uraufführung erfolgte am 27. März 1819 im Teatro San Carlo in Neapel.

## Handlung
Die Handlung spielt nach dem Fall Trojas im Trojanischen Krieg in Buthrote, der Hauptstadt von Epirus. Die überlebenden Trojaner befinden sich in der Hand König Pirros (Neoptolemos/Pyrrhos) in Epirus, unter ihnen Andromaca (Andromache, die Witwe Hektors), und ihr kleiner Sohn Astianatte (Astyanax). Pirro begehrt Andromaca und hat sich von seiner Geliebten Ermione (Hermione, Tochter Menelaos’ und Helenas), abgewendet, die sich damit jedoch nicht abfinden will. Ermione hat ebenfalls einen Verehrer: Oreste (Orestes, Sohn Agamemnons), der sich als Abgesandter in Epirus aufhält, um im Namen der griechischen Könige den Tod Astianattes, des Erben der trojanischen Königslinie, zu fordern. Nachdem Pirro Andromaca durch Erpressung zur Heirat überredet hat, fordert die rachsüchtige Ermione Oreste auf, ihn zu töten – verweigert ihm jedoch anschließend seinen Lohn. Während Oreste mit seinen Leuten flieht, bricht Ermione zusammen.

“Pirro, figlio di Achille e Re di Epiro, preso da invincibile amore per la sua bella prigioniera Andromaca, vedova del troiano Ettore, decise d’impalmarla ad ogni costo, rendendosi cosi spergiuro alia fede che ad Ermione, figlia di Menelao, giurata avea, e non curando le incessanti premure di tutti i Re di Grecia, che nel piccolo Astianatte, figliuolo dello stesso Ettore, spento volevano il solo superstite della regal stirpe troiana. Oreste, sprezzato amante di Ermione, si reca in Epiro, come ambasciadore delle greche potenze, per ridestare nel core di Pirro le voci dell’assopita gloria e del dovere. Ermione, che vede estinta ogni speme a’ suoi delusi aspetti, sceglie la mano di Oreste come ultrice de’ torti suoi, lusingandolo del di lei amore al prezzo della morte di Pirro, che nel tempio, ove il solo amor di madre avea trascinata la infelice Andromaca, fu da piu colpi trafitto, mentre a costei stendeva la destra, e giurava in faccia a’ Greci di serbare gli odiati giorni del fanciullo Astianatte.
Ecco l’argomento del presente drammatico componimento. Le sue tracce, i principali episodi sono stati somministrati dalla rinomata tragedia Andromaca del chiarissimo Racine.”

„Pirro, der Sohn von Achilles und König von Epirus, war überwältigt von unüberwindlicher Liebe zu seiner schönen Gefangenen Andromaca, der Witwe des Trojaners Hektor. Er beschloss, sie um jeden Preis zum Traualtar zu führen, wobei er den Treueschwur, den er Ermione, der Tochter Menelaos gegeben hatte, brach und sich nicht um das unaufhörliche Drängen aller anderen griechischen Könige scherte, die mit dem kleinen Astianatte, dem Sohn desselben Hektor, den einzigen Überlebenden des königlichen trojanischen Geschlechts auslöschen wollten. Oreste, verschmähter Liebhaber der Ermione, begab sich als Botschafter der griechischen Mächte nach Epirus, um im Herzen Pirros die Stimmen des eingeschlafenen Ruhms und der Pflicht wiederzuerwecken. Ermione, nachdem sie alle ihre Hoffnungen zerstört gesehen hatte, wählte die Hand Orestes zur Rächerin ihrer Qualen, indem sie seiner Liebe schmeichelte, zum Preis des Todes von Pirro, der, während die unglückliche Andromaca nur noch Mutterliebe spürte, von größerer Schuld durchbohrt war, indem er dieser die rechte Hand reichte und im Angesicht der Griechen schwur, die verhassten Tage des Knaben Astianatte zu hüten.
Dies ist der Inhalt des gegenwärtigen Dramas. Seine Spuren, die wesentlichen Episoden wurden der bekannten Tragödie Andromaca des ehrenwerten Racine entnommen.“

### Erster Akt
Unterirdischer Ort, an dem die Gefangenen bewacht werden. Gegen Ende der Nacht
Szene 1. Im Gefängnis König Pirros betrauert der Chor der Trojaner den Untergang ihrer Heimatstadt (Chor: „Troja! qual fosti un dì!“), unter ihnen der schlafende Astianatte. Andromaca und ihre Vertraute Cefisa werden von Pirros Erzieher Fenicio und seinem Diener Attalo hereingeführt. Sie dürfen die Gefangenen für eine Stunde besuchen. Andromaca kümmert sich sofort um ihren Sohn (Cavatine Andromaca: „Mia delizia!“). Attalo versucht, sie zu überreden, dem Werben Pirros nachzugeben, um sich zu retten. Fenicio widerspricht, da er Attalo nicht traut und einen neuen Krieg befürchtet. Andromaca denkt jedoch nicht daran, Pirro zu erhören. Nach Ende der Besuchszeit wird sie fortgeführt.
Außerhalb des Palasts bei den lieblichen Gärten. Tagesanbruch
Szene 2. Cleone erscheint mit einer Gruppe spartanischer Mädchen, die sich zur Jagd vorbereiten (Chor: „Dall’Oriente l’astro del giorno“). Sie versuchen Ermione zur Teilnahme zu überreden. Ermione hat jedoch keine Sinn für Vergnügungen. Sie ist eifersüchtig, da der König sich von ihr abgewandt hat, um Andromaca den Hof zu machen.
Pirro kommt hinzu und fragt die Mädchen nach Andromaca. Ermione erblickt er nicht sofort. Als sie ihn sarkastisch zur Rede stellt, reagiert er zornig (Duett Ermione/Pirro: „Non proseguir! comprendo“). Einige Edelleute melden die Ankunft des griechischen Abgesandten Oreste („Sul lido, di Agamennone il figlio, Oreste è giunto“). Pirro hat böse Vorahnungen, aber Ermione hofft auf seine Hilfe – Oreste war einst ihr Geliebter. Pirro befiehlt den Abgesandten in den Saal zu laden. Auch Andromaca und Ermione sollen an der Versammlung teilnehmen. Er hat vor, dort allen seine Macht zu beweisen. Er entfernt sich mit den Edelleuten.
Ermione befürchtet, dass Pirro Andromaca für sich gewinnen werde. Cleone erinnert sie daran, wie sehr Oreste sie immer noch verehrt. Ermione ist sich über ihre Gefühle im Unklaren.
Majestätischer Palast mit einem reichen und prächtigen Thron an der Seite
Szene 3. Oreste und sein Freund Pilade betreten den Palast. Oreste ist verärgert über das Verhalten Ermiones, die seine Liebe so schroff zurückgewiesen hat. Pilade versucht, ihn zu beruhigen und erinnert ihn an seine Pflichten als Gesandter der Griechen (Cavatine und Duett Oreste/Pilade: „Che sorda al mesto pianto“ – „Ah! come nascondere la fiamma vorace“).
Szene 4. Zu den Klängen eines Marschs treten Pirro und die Großen des Reichs auf, begleitet von Wachen und anderen Höflingen. Ermione, Fenicio und Attalo folgen. Pirro begibt sich zum Thron, und die anderen setzen sich auf seinen Wink auf kostbare Stühle. Oreste und Pilade treten vor den Thron. Schließlich erscheint auch Andromaca. Oreste kann die Anwesenheit Ermiones kaum ertragen. Dass Pirro Andromaca zu sich ruft, weckt wiederum die Eifersucht Ermiones. Oreste trägt nun die Botschaft der Griechen vor: Diese fordern den Tod des kleinen Astianatte, der als Sohn Hektors eine Gefahr für Griechenland darstelle und sich später für den Tod seines Vaters rächen werde. Pirro erklärt, dass er keine Furcht habe und mit der Kriegsbeute nach eigenem Belieben verfahren wolle. Möglicherweise werde Astianatte dereinst gemeinsam mit ihm herrschen (Arie Pirro: „Balena in man del figlio“). Ermione und Andromaca sehen ihre Hoffnungen vernichtet. Als Pirro Andromaca erneut bittet, ihn zu erhören, kann Ermione ihren Zorn nicht mehr zügeln und verflucht ihn. Pirro sagt sich endgültig von ihr los und fordert sie auf, nach Sparta zurückzukehren. Da ein Krieg zwischen Epirus und Griechenland nun unausweichlich scheint, drängt Pilade Oreste zur Abreise. Andromaca will Pirro noch einmal deutlich zu verstehen geben, dass sie niemals seine Gemahlin sein werde.
Gegend außerhalb des Palasts, wie zuvor
Szene 5. Ermione teilt Cleone mit, dass sich ihre Liebe zu Pirro nun in Hass verwandelt habe und sie nach Rache dürste. Cleone meint, Oreste könne ihr dabei helfen. Sie entfernt sich. Oreste kommt und gesteht Ermione seine fortdauernde Liebe. Ihre Gedanken gelten jedoch Pirro. Sie kann Oreste nicht erhören, wünscht aber, dass er Frieden finden möge. Gemeinsam klagen beide über ihren Kummer (Duett Ermione/Oreste: „Amarti?“).
Szene 6. Pirro kommt mit den Edelleuten und seinem Gefolge hinzu, kurz darauf auch Andromaca, Pilade, Fenicio, Attalo, Cefisa und Cleone. Die Edelleute verkünden, dass Pirro sich entschieden habe, zu Ermione zurückzukehren (Chor: „Alfin l'eroe da forte“). Pirro bestätigt, dass er nun seine Pflicht erfüllen und Astianatte den Griechen übergeben wolle, um den Frieden zu sichern. Er bietet Ermione seine Hand – zugleich will er dadurch Andromaca für ihre Zurückweisung strafen. Während Ermione wieder Hoffnung schöpft, reagieren Andromaca, Pilade und Fenicio entsetzt (Nonett: „Sperar poss’io?“). Pirro beauftragt Attalo, Astianatte zu holen. Andromaca bittet Pirro um Bedenkzeit. Sie würde lieber sterben, als ihren Sohn zu verlieren. Als Pirro einzulenken scheint, fühlt sich Ermione verraten. Pilade drängt Oreste erneut zur Abreise. Der erste Akt endet in allgemeiner Bestürzung.

### Zweiter Akt
Vorhalle des Palasts. In der Ferne ist das Meer zu sehen, dazwischen prachtvolle Arkaden
Szene 1. Attalo bringt Pirro die Nachricht, dass Andromaca nun bereit sei, ihn zu heiraten, da sie nur so ihren Sohn retten könne. Cleone hat zugehört und macht sich auf den Weg zu Ermione, um es ihr mitzuteilen. Andromaca und Cefisa erscheinen, und Andromaca bestätigt ihr Einlenken. Pirro schickt Attalo zum Tempel, um die Hochzeit vorzubereiten. Auch Astianatte soll freigelassen werden. Andromaca hat jedoch vor, ihren Sohn zu retten, ohne ihrem verstorbenen Gatten Hektor untreu zu werden: Pirro soll schwören, Astianatte zu schützen. Dann will sie sich selbst töten (Duett Andromaca/Pirro: „Ombra del caro sposo“).
Szene 2. Nachdem Pirro gegangen ist, erscheint Ermione, gefolgt von Cleone und Fenicio. Ermione beschimpft die ohnehin schon verzweifelte Andromaca als verführerische Zauberin. Andromaca verzeiht ihr ihren Ausbruch und entfernt sich. Ermione beauftragt Fenicio, zu Pirro zu gehen und ihn ein letztes Mal an seine frühere Liebe und seine Gelübde zu erinnern (Arioso Ermione: „Dì che vedesti piangere“). Wenn er tatsächlich Andromaca heiraten sollte, will sie sich selbst töten, um ihm ewig treu zu bleiben (Arioso Ermione: „Amata, l’amai“).
Aus der Ferne ist festliche Marschmusik zu hören. In den Arkaden im Hintergrund führt Pirro Andromaca an der Spitze des Hochzeitszugs über die Bühne (Chor: „Premia o Amore sì bella costanza“). Ermione sieht alle Hoffnung schwinden und bricht zusammen.
Szene 3. Ermiones Mädchen und Freundinnen kommen, um Trost zu spenden, aber Ermione denkt nur noch an Rache. Oreste erscheint und beteuert ihr, dass er sie immer noch liebe. Ermione reicht ihm ihren Dolch und fordert ihn auf, seine Liebe zu beweisen und Pirro zu töten. Oreste entfernt sich erschüttert. Cleone und der Chor kommentieren das Geschehen ergriffen (Duett Ermione/Oreste mit Chor: „Il tuo dolor ci affretta“). Ermione verlässt zornig die Szene, gefolgt von den anderen.
Szene 4. Fenicio und Pilade sorgen sich um Pirro, dessen Verhalten einen Krieg zwischen ihren Völkern heraufbeschwört. Sie bitten die Götter um Rettung für Griechenland (Duettino Fenicio/Pilade: „A così trista immagine“). Beide gehen in verschiedene Richtungen fort.
Szene 5. Ermione kehrt aufgewühlt zurück. Sie liebt Pirro noch immer und bereut nun, Oreste zum Mord an ihm aufgestachelt zu haben. Sie entschließt sich, Pirro zu verzeihen und Oreste zurückzurufen (Arie Ermione: „Che feci? Ove son?“ – „Parmi che ad ogn’istante“). Doch dazu ist es zu spät. Oreste erscheint, überreicht ihr den blutbefleckten Dolch und erzählt der entsetzten Ermione, dass sie gerächt sei: Pirro sei im Begriff gewesen, Astianatte zum Mitkönig zu erheben, als sich die Griechen zum Kampf erhoben. Pirro wurde umzingelt, und er habe ihn fallen sehen. Statt Oreste zu danken, nennt ihn Ermione einen Mörder. Er hätte erkennen müssen, dass ihr Herz Pirros Tod nicht wirklich wollte. Oreste fühlt sich von ihr hintergangen.
Letzte Szene. Pilade kommt mit seinen Leuten, um Oreste zur Flucht vor der Rache von Pirros Leuten zu bewegen. Oreste, der den Lebenswillen verloren hat, weigert sich zunächst, wird aber von den Griechen fortgeschleppt. Ermione bricht zusammen.

## Gestaltung

### Instrumentation
Die Orchesterbesetzung der Oper enthält die folgenden Instrumente:
- Zwei Flöten / Piccoloflöte, zwei Oboen, zwei Klarinetten, zwei Fagotte
- Vier Hörner, zwei Trompeten, drei Posaunen
- Pauken, Große Trommel, Becken, Triangel
- Streicher
- Auf der Bühne: Banda

### Musiknummern
- Sinfonia mit Chor

Erster Akt
- Nr. 1 Introduktion (Chor, Fenicio, Andromaca, Cefisa, Attalo): „Troja! qual fosti un dì!“ (Szene 1)
- Nr. 2 Chor (Cleone): „Dall’Oriente l’astro del giorno“ (Szene 2)
- Nr. 3 Duett mit Chor (Ermione, Pirro): „Non proseguir! comprendo!“ (Szene 2)
- Nr. 4 Cavatine mit Pertichini (Oreste, Pilade): „Reggia abborrita!“ (Szene 3)
- Nr. 5 Marsch, Szene und Cavatine mit Chor (Pirro): „Balena in man del figlio“ (Szene 4)
- Nr. 6 Finale I:
  - Duettino (Ermione, Oreste): „Amarti?“ (Szene 5)
  - Marsch und Chor „Alfin l’eroe da forte“ (Szene 6)
  - Überleitung (Pirro, Cleone, Pilade, Fenicio, Andromaca, Cefisa, Attalo, Oreste, Ermione): „Dal valor de’ detti tuoi“
  - Nonett (Ermione, Pilade, Pirro, Andromaca, Oreste, Cleone, Cefisa, Attalo, Fenicio): „Sperar poss’io?“
  - Tempo di mezzo (Pirro, Andromaca, Ermione, Oreste, Pilade, Fenicio): „A me Astianatte!“
  - Stretta (Ermione, Pirro, Cleone, Cefisa, Oreste, Pilade, Attalo, Andromaca, Fenicio, Chor): „Pirro, deh serbami la fè giurata“

Zweiter Akt
- Nr. 8 Duett  (Andromaca, Pirro): „Ombra del caro sposo“ (Szene 1)
- Nr. 9 Große Szene (Ermione):
  - Rezitativ (Ermione): „Essa corre al trionfo!“ (Szene 2)
  - Arioso (Ermione): „Dì che vedesti piangere“
  - Überleitung (Fenicio, Cleone, Ermione): „Ah, voglia il ciel“
  - Arioso (Ermione): „Amata, l’amai“
  - Überleitung „Ma che ascolto?“, Marsch und Chor (Cleone, Ermione): „Premia o Amore sì bella costanza“
  - Arioso (Ermione): „Un’empia mel rapì!“
  - Tempo di mezzo (Chor, Ermione, Oreste): „Il tuo dolor ci affretta“ (Szene 3)
  - Stretta (Ermione, Cleone, Chor): „Se a me nemiche, o stelle“
- Nr. 10 Duettino (Fenicio, Pilade): „A così trista immagine“ (Szene 4)
- Nr. 11 Finale II (Ermione, Oreste, Pilade, Chor): „Che feci? Ove son?“ (Szene 5)

### Musik
Stendhal bewertete Ermione negativ. Er meinte, dass Rossini hier versucht habe, Glucks Stil nachzuahmen und die Charaktere lediglich schlechte Laune darstellen würden. Dem wird von neueren Autoren widersprochen. Charles Osborne weist darauf hin, dass Rossini keineswegs Gluck imitieren wollte, sondern seinen eigenen Stil weiterentwickelte, und der Rossini-Forscher Philip Gossett hielt die Oper für eines der besten Werke in der Geschichte der italienischen Oper des 19. Jahrhunderts.:92 Richard Osborne zufolge setzte Rossini die „Soloarien und Duettsätze sehr passend zur Porträtierung dieser stolzen und auf sich selbst bezogenen Charaktere ein“.:250
Wie schon Rossinis Vorgängeroper Ricciardo e Zoraide hat auch Ermione keine generische austauschbare Ouvertüre, sondern eine, die in das folgende Werk einstimmt. Noch bevor der Vorhang aufgeht, wird sie durch die Klagerufe „Troja! qual fosti un dì!“ der gefangenen Trojaner unterbrochen.:90f
In der Literatur werden die folgenden Stücke des ersten Akts besonders hervorgehoben:
- Die Cavatine der Andromaca „Mia delizia!“ (erster Akt, Szene 1),[2]:91 ein Andantino in Es-Dur, das „mit seinem Sostenuto der Bratschen und dem verzückten Cantabile […] in seiner Schwelgerei schon nahe an Bellini“ ist.[3]:249
- Das dramatische Duett Nr. 3 von Ermione und Pirro „Non proseguir! comprendo“ (erster Akt, Szene 2).[2]:91
- Orestes Ankunft in Nr. 4 „Reggia abborrita“ (erster Akt, Szene 3). Dieser Satz beginnt als Cavatine Orestes und verwandelt sich anschließend in ein Duett mit seinem Vertrauten Pilade.[2]:91[3]:250
- Pirros dreiteilige Arie Nr. 5 „Balena in man del figlio“ (erster Akt, Szene 4).[2]:91
- Das Nonett „Sperar poss’io?“ und dessen marschartiger Abschluss im Finale des ersten Akts weisen auf die Tonsprache Verdi voraus.[2]:91

Der zweite Akt wird von Ermiones großer Szene beherrscht, einer vielteiligen Arie, in der die unterschiedlichsten Emotionen ausgedrückt werden.:91 Diese Szene enthält zwei Rezitative, eine Überleitung, drei Ariosi und einer Cabaletta mit abschließender Stretta.:319

## Werkgeschichte
Das Libretto der Oper stammt von Andrea Leone Tottola. Die Grundzüge der Handlung finden sich in Euripides’ Andromache. Tottolas direkte Vorlage war jedoch die 1667 erschienene Tragödie Andromaque von Jean Racines, die er in einigen Punkten veränderte – insbesondere darin, dass im Libretto Hektors Sohn Astyanax den Krieg überlebt und als Schachfigur König Pirros und der Griechen herhalten muss.
Die Uraufführung der Oper fand am 27. März 1819 im Teatro San Carlo in Neapel statt. Seit der Premiere seines Vorgängerwerks Ricciardo e Zoraide waren lediglich drei Monate vergangen. Es sangen Isabella Colbran (Ermione), Rosmunda Pisaroni (Andromaca), Andrea Nozzari (Pirro), Giovanni David (Oreste), Giuseppe Ciccimarra (Pilade), Michele Benedetti (Fenicio), Maria Manzi (Cleone), De Bernardis minore (Cefisa) und Gaetano Chizzola (Attalo). Die stumme Rolle des kleinen Astianatte spielte ein Schüler der königlichen Tanzschule.:89 Trotz der erstrangigen Besetzung wurde die Aufführung vom Publikum gleichgültig aufgenommen.:110
Obwohl Ermione heute als eine von Rossinis besten ernsten Opern gilt, wurde sie zu seinen Lebzeiten nicht mehr aufgeführt. 1824 überlegte Rossini, die Musik in London für die dort beauftragte Oper Ugo re d’Italia zu verwenden. Erst 1977 gab es wieder eine konzertante Aufführung in Siena, der eine 1986 eine weitere in Padua folgte.:90 Szenisch wurde die Oper erst 1987 beim Rossini Opera Festival Pesaro wieder aufgeführt. Seitdem gewann sie stark an Beliebtheit. 1988 gab es Aufführungen im Teatro San Carlo und in Madrid. 1991 wurde sie in Rom mit großem Beifall aufgenommen. Die erste Aufführung in Großbritannien fand 1995 in Glyndebourne statt. Weitere Aufführungen gab es in London und in den USA,:90 sowie 2022 beim Festival Rossini in Wildbad und 2024 beim Rossini Opera Festival Pesaro in Rossinis Geburtsstadt Pesaro.

### Wiederverwendete Musikstücke
Elemente der Ouvertüre verwendete Rossini für die Ouvertüre von Eduardo e Cristina, die er anschließend auch für Matilde di Shabran nutzte.:124 Insgesamt sieben Nummern von Eduardo e Cristina basieren auf Musik aus Ermione.:92
Die 1821 in Neapel erschienene Canzonetta spagnuola („En medio a mis dolores“ oder „Piangea un dì pensando“) basiert ebenfalls auf Musik aus Ermione. 1824 wurde der Chor Dall’oriente l’astro del giorno in London separat herausgegeben.:342

## Aufnahmen
- 31. August 1977 (live aus Siena): Gabriele Ferro (Dirigent), Orchester und Chor der Settimane Musicali di Siena. Katzue Shimada (Ermione), Silvana Mazzieri (Andromaca), Bruno Sebastian (Pirro), Eduardo Giménez (Oreste), Andrea Elena (Pilade), Mario Luperi (Fenicio), Rurie Ogata (Cleone), Angela Tentzeri (Cefisa), Umberto Scalavino (Attalo). ANNA LP: ANNA 1002-B (2 LP).[11]:15409
- Juni 1986 (Rezitative leicht gekürzt): Claudio Scimone (Dirigent), Orchestre Philharmonique de Monte Carlo, Prager Philharmonischer Chor. Cecilia Gasdia (Ermione), Margarita Zimmermann (Andromaca), Ernesto Palacio (Pirro), Chris Merritt (Oreste), William Matteuzzi (Pilade), Simone Alaimo (Fenicio), Elisabetta Tandura (Cleone und Cefisa), Mario Bolognesi (Attalo). Erato CD: ECD 75336.[11]:15410
- 22. August 1987 (live vom Rossini Opera Festival Pesaro): Gustav Kuhn (Dirigent), Roberto De Simone (Inszenierung), Orchestra Giovanile Italiana, Hungarian Radio Chorus Budapest. Montserrat Caballé (Ermione), Marilyn Horne (Andromaca), Chris Merritt (Pirro), Rockwell Blake (Oreste), Giuseppe Morino (Pilade), Giorgio Surjan (Fenicio), Daniela Lojarro (Cleone), Paola Romano (Cefisa), Enrico Facini (Attalo). Legato CD: LCD 159-2.[11]:15411
- 4. Mai 1988 (live aus Neapel): Montserrat Caballé (Ermione), Kathleen Kuhlmann (Andromaca), Douglas F. Ahlstedt (Pirro), Luca Canonici (Oreste).[11]:15412
- April 1988 (Video, live aus Madrid): Alberto Zedda (Dirigent), Orchester und Chor des Teatro de la Zarzuela. Montserrat Caballé (Ermione), Margarita Zimmermann (Andromaca), Chris Merritt (Pirro), Dalmacio Gonzalez (Oreste), Justin Lavender (Pilade), Boaz Senator (Fenicio), Uljana Levit (Cleone), Francesca Roig (Cefisa), José Ruiz (Attalo). Bel Canto Society #615 (1 VC).[11]:15413
- 1. Februar 1991 (live aus Rom): Evelino Pidò (Dirigent), Orchester und Chor des Teatro dell’Opera di Roma. Anna Caterina Antonacci (Ermione), Gloria Scalchi (Andromaca), Chris Merritt (Pirro), Rockwell Blake (Oreste), Luca Canonici (Pilade), Stefano Rinaldi-Miliani (Fenicio), Bernadette Lucarini (Cleone), Laura Musella (Cefisa), Mauro Buffoli (Attalo). Charles Handelman – Live Opera 07306.[11]:15414
- Juni 1995 (Video aus Glyndebourne): Andrew Davis (Dirigent), Graham Vick (Inszenierung), London Philharmonic Orchestra, Glyndebourne Festival Chorus. Anna Caterina Antonacci (Ermione), Diana Montague (Andromaca), Jorge López-Yáñez (Pirro), Bruce Ford (Oreste), Paul Austin Kelly (Pilade), Gwynne Howell (Fenicio), Julie Unwin (Cleone), Lorna Windsor (Cefisa), Paul Nilon (Attalo). Warner Music Vision NVC Arts VI: 0630 14012 3.[11]:15415
- 8. April 1995 (live aus Brüssel): Steven Mercurio (Dirigent), Orchester und Chor des Théâtre Royal de la Monnaie. Nelly Miricioiu (Ermione), Patricia Spence (Andromaca), Chris Merritt (Pirro), Bruce Ford (Oreste), Stanford Olsen (Pilade), Umberto Chiummo (Fenicio), Rachele Stanisci (Cleone), Penelope Walker (Cefisa), Carlos Belbey (Attalo). Lyric Distribution Incorporated ALD 3866.[12]
- April 2004 (live aus New York): George Manahan (Dirigent), Orchester und Chor der New York City Opera. Alexandrina Pendatschanska (Ermione), Ursula Ferri (Andromaca), Gregory Kunde (Pirro), Barry Banks (Oreste), Chad Shelton (Pilade), Valerian Ruminski (Fenicio), Julianne Borg (Cleone), Edith Dowd (Cefisa), Keith Jameson (Attalo). Celestial Audio CA 439 (2 CDs), Premiere Opera Ltd. CDNO 1515-2 (2 CDs).[11]:15416
- 2008 (live vom Rossini Opera Festival Pesaro): Roberto Abbado (Dirigent), Orchester des Teatro Comunale di Bologna, Prager Kammerchor. Sonia Ganassi (Ermione), Marianna Pizzolato (Andromaca), Gregory Kunde (Pirro), Antonino Siragusa (Oreste), Ferdinand von Bothmer (Pilade), Nicola Ulivieri (Fenicio), Irina Samoilova (Cleone), Cristina Faus (Cefisa), Riccardo Botta (Attalo). Celestial Audio CA 808 (2 CDRS).[13]
- 2009 (Studio-Aufnahme): David Parry (Dirigent), London Philharmonic Orchestra. Carmen Giannattasio (Ermione), Patricia Bardon (Andromaca), Paul Nilon (Pirro), Colin Lee (Oreste), Bülent Bezdüz (Pilade), Graeme Broadbent (Fenicio), Rebecca Bottone (Cleone), Victoria Simmonds (Cefisa), Loic Felix (Attalo). Opera-Rara ORC-42 (2 CDs).[14]
- 2019 (Video; live aus dem Teatro San Carlo in Neapel): Alessandro De Marchi (Dirigent), Jacopo Spirei (Inszenierung), Nikolaus Webern (Bühne), Giusi Giustino (Kostüme), Giuseppe di Iorio (Licht), Chor und Orchester des Teatro San Carlo. Angela Meade (Ermione), Teresa Iervolino (Andromaca), John Irvin (Pirro), Antonino Siragusa (Oreste), Filippo Adami (Pilade), Guido Loconsolo (Fenicio), Gaia Petrone (Cleone), Chiara Tirotta (Cefisa), Cristiano Olivieri (Attalo). Videostream auf Operavision.[15]
- 16. und 23. Juli 2022 (live vom Festival Rossini in Wildbad, aufgenommen in der Trinkhalle in Bad Wildbad): Antonio Fogliani (Dirigent), Kraków Philharmonic Orchestra, Serena Farnocchia (Ermione), Aurora Faggioli (Andromaca), Moisés Marin (Pirro), Patrick Kabongo (Oreste), Chuan Wang (Pilade), Jusung Gabriel Park (Fenicio), Marina Poltorak (Cleone), Katarzyna Guran (Cefisa), Bartosz Janowski (Attalo). Naxos 8.660556-57 (2 CDs).[16]